# Berta Rodríguez Callao
Berta Rodríguez Callao (Barcelona, 17 d'octubre de 1959) és una advocada i política catalana, diputada al Congrés dels Diputats en la VI Legislatura. Llicenciada en dret, vinculada a l'Opus Dei i militant del Partit Popular, a les eleccions generals espanyoles de 2000 fou escollida diputada per la província de Barcelona i fou adscrita a la Comissió d'Educació, Cultura i Esport del Congrés dels Diputats. A les eleccions municipals espanyoles de 1999 fou escollida regidora de l'ajuntament de Sant Cugat del Vallès en representació dels districtes de Mira-sol i Les Planes.